# Мендзыжец-Подляски (гмина)
Мендзыжец-Подляски (пол. Międzyrzec Podlaski) — сельская гмина (волость) в Польше, входит как административная единица в Бяльский повет, Люблинское воеводство. Население — 10 366 человек (на 2004 год).

## Фотографии

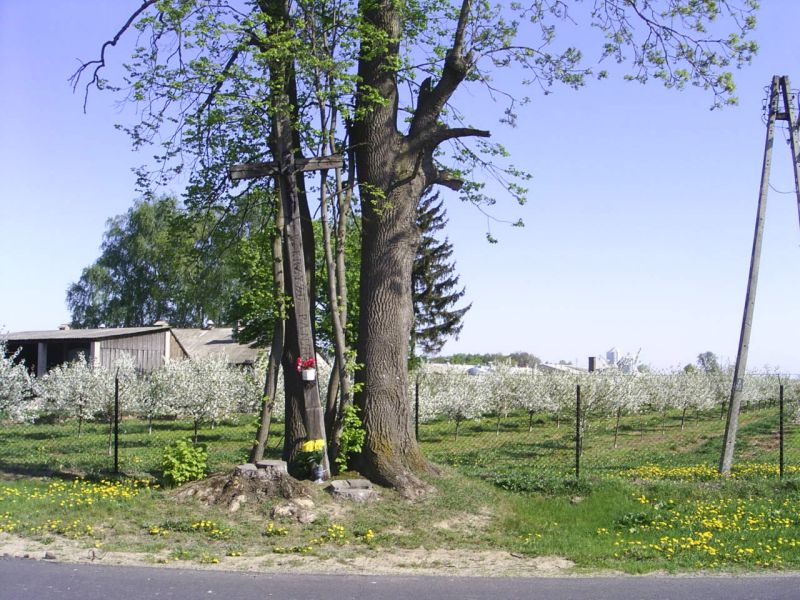
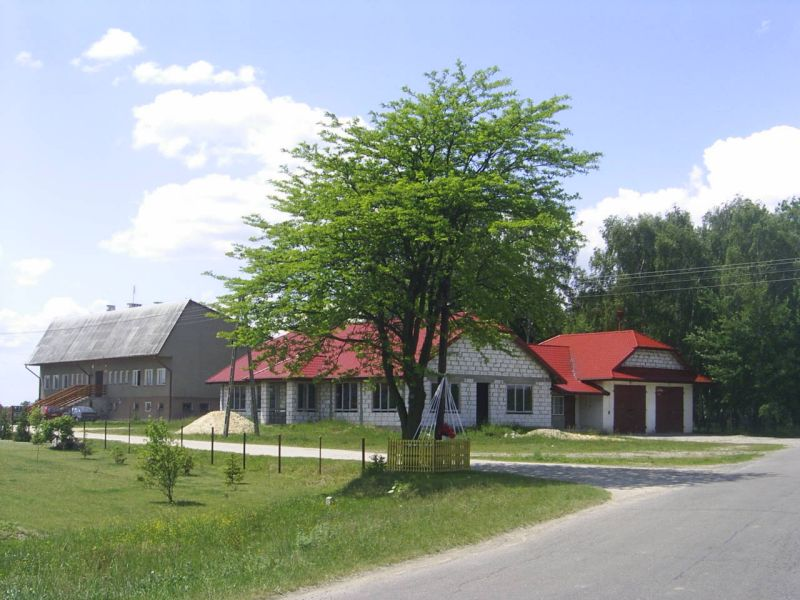
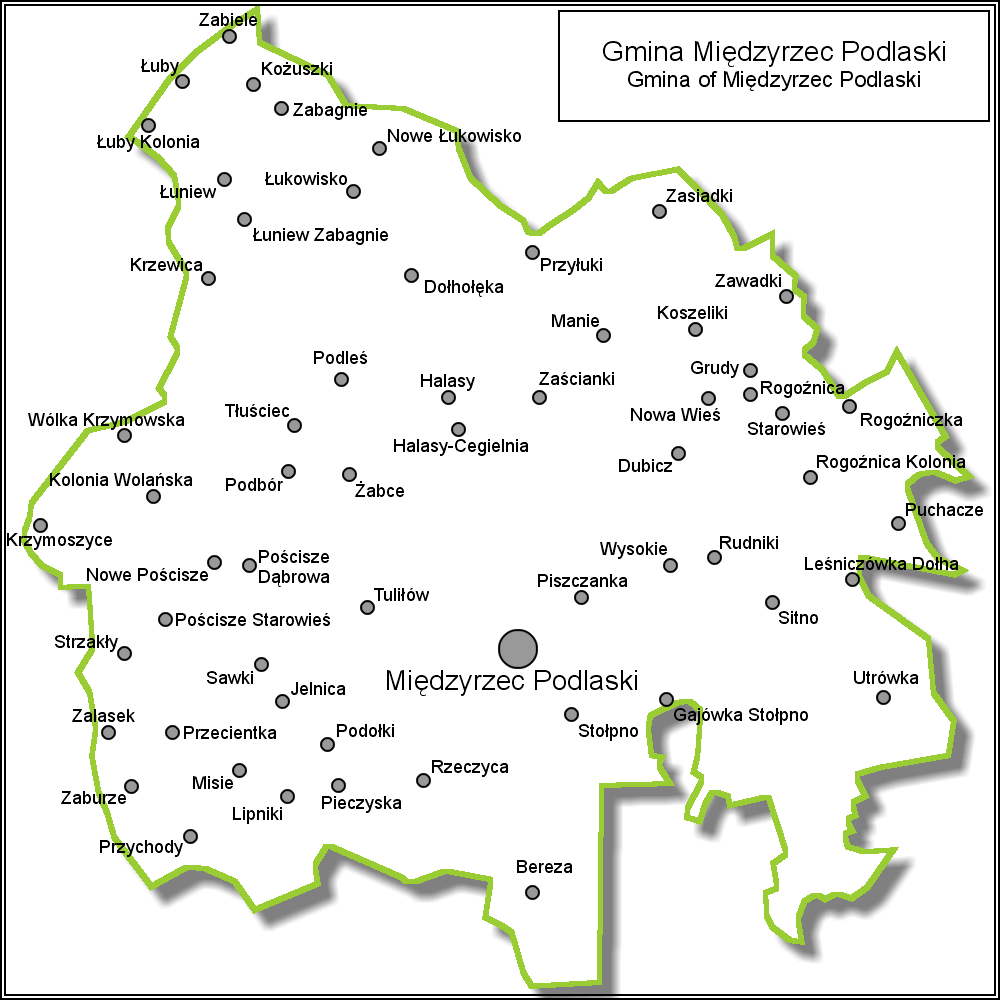

## Населённые пункты
- Высоке
- Ельница
- Жабце
- Засьцянки
- Кшевица
- Мендзыжец-Подляски
- Мисе
- Посьцише
- Пухаче
- Пшиходы
- Рогозничка
- Савки
- Стшаклы
- Тлусьцец
- Тулилув
- Утрувка
- Халасы

## Соседние гмины
1. Гмина Бяла-Подляска
2. Гмина Дрелюв
3. Гмина Хушлев
4. Гмина Конколевница-Всходня
5. Мендзыжец-Подляски
6. Гмина Ольшанка
7. Гмина Тшебешув
8. Гмина Збучин